# PC-50X
PC-50X – rodzina konsol pierwszej generacji produkowana w latach 70. i wczesnych 80. XX wieku, bazująca na chipach AY-3-8xxx stworzonych przez General Instrument. Sprzedawane były głównie w Europie, gdzie mniej popularne były inne konsole, a produkowane w Azji.
Chipy AY-3-8xxx, znajdujące się w kartridżu odpowiadały za działanie niemal całego systemu, sama konsola odpowiadała jedynie, za przesyłanie sygnału wideo (ewentualnie, modyfikowanie go) z chipu do odbiornika telewizyjnego. Innymi słowy, konsola byłą bardziej interfejsem graficznym niż rzeczywistym systemem gier wideo.

## Wersje konsol

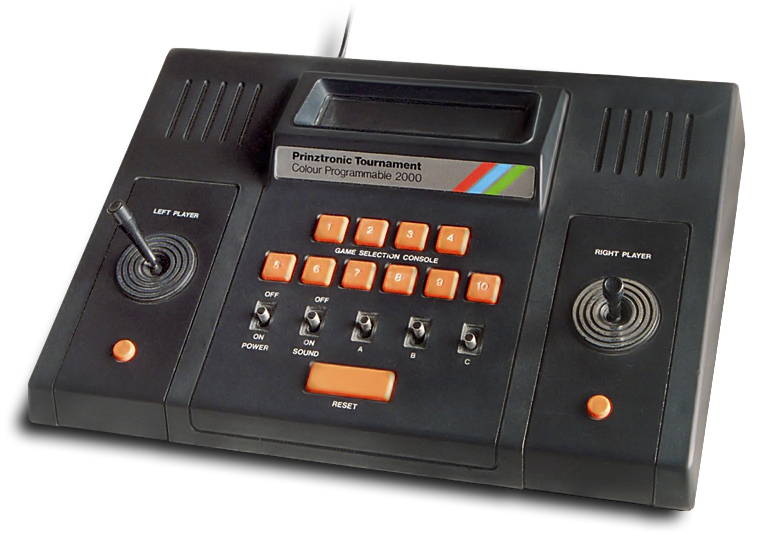
Prinztronic tournament colour programmable 2000

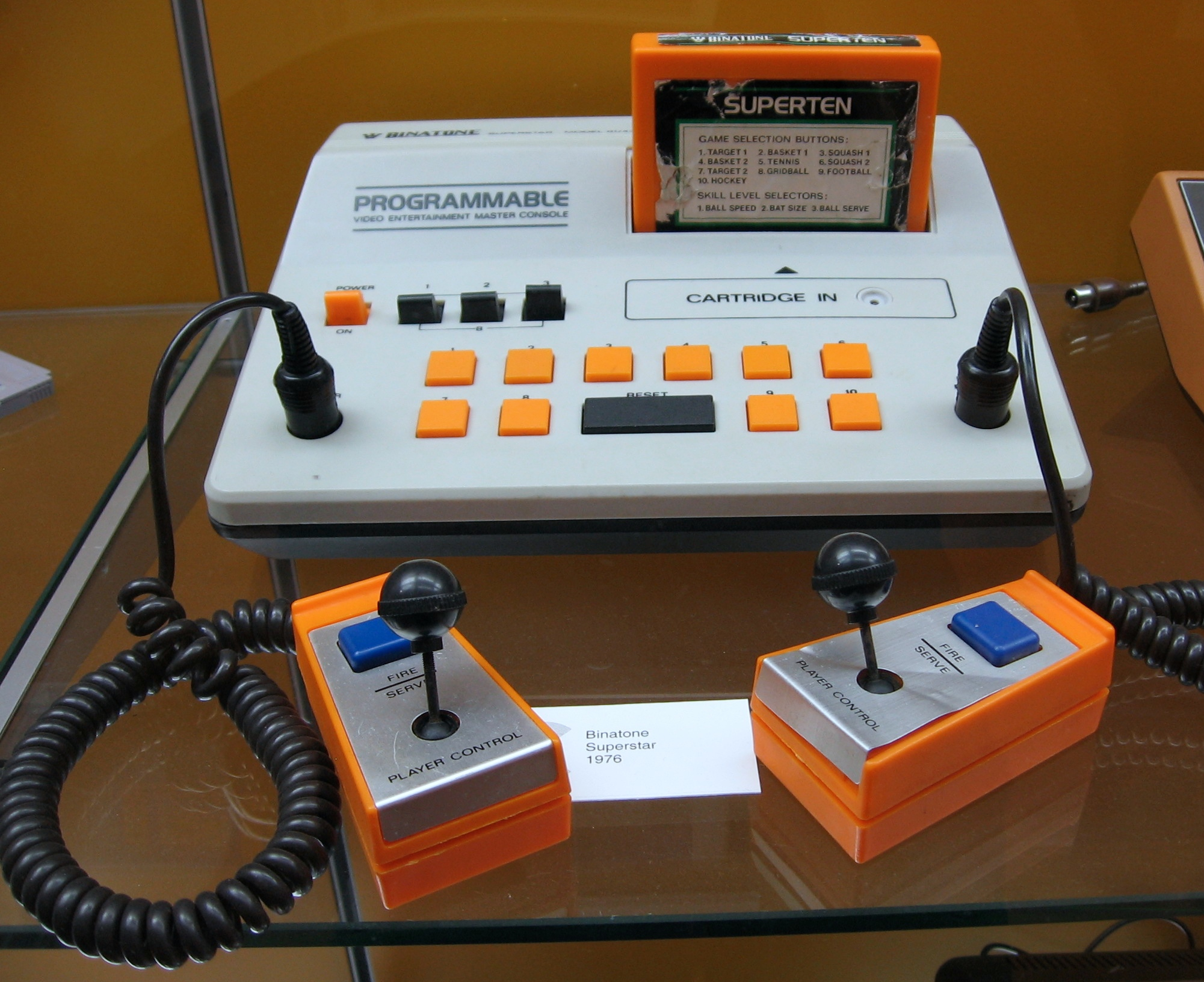
Binatone Superstar

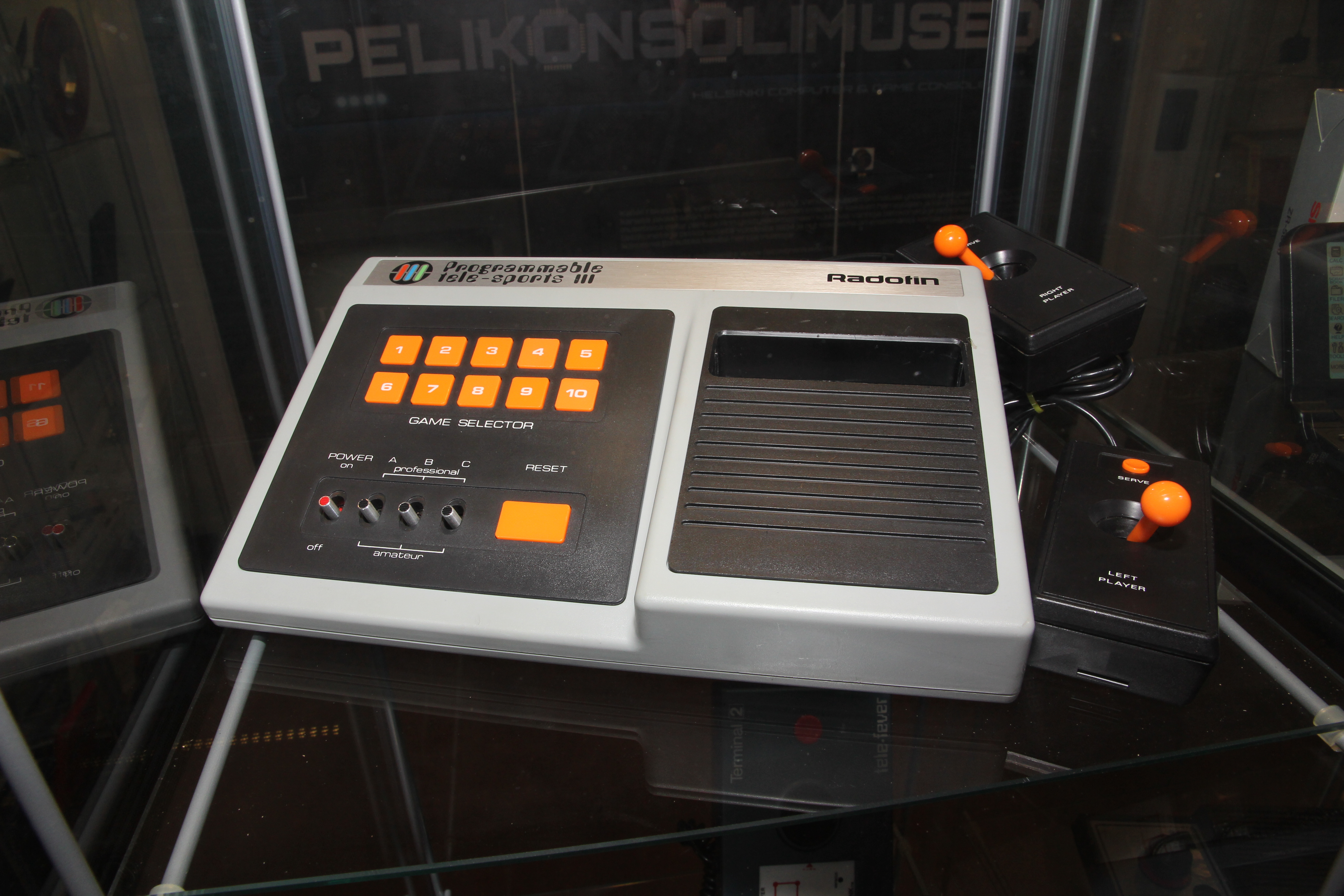
Radofin Tele-Sports III

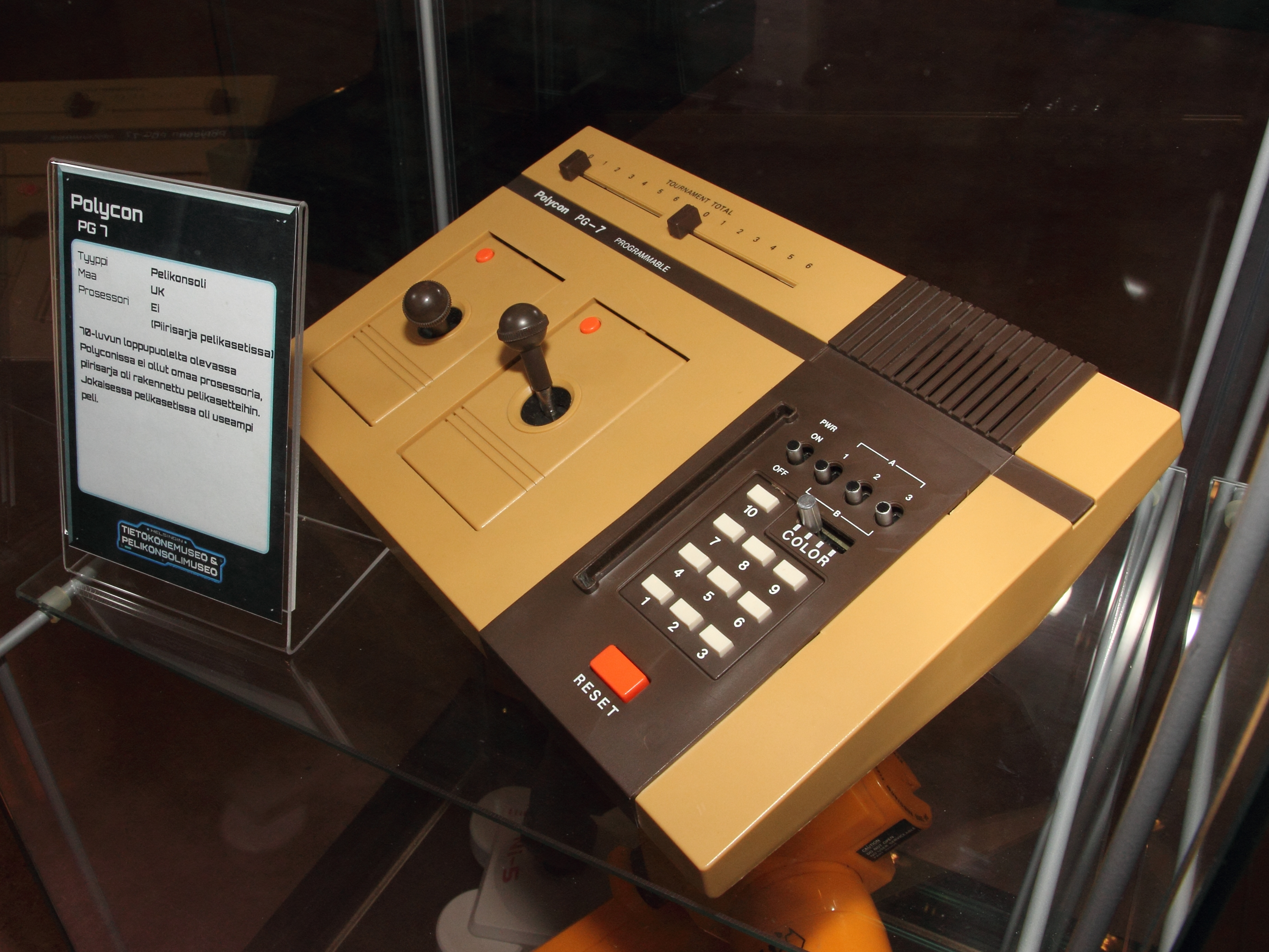
Polycon PG-7 programmable

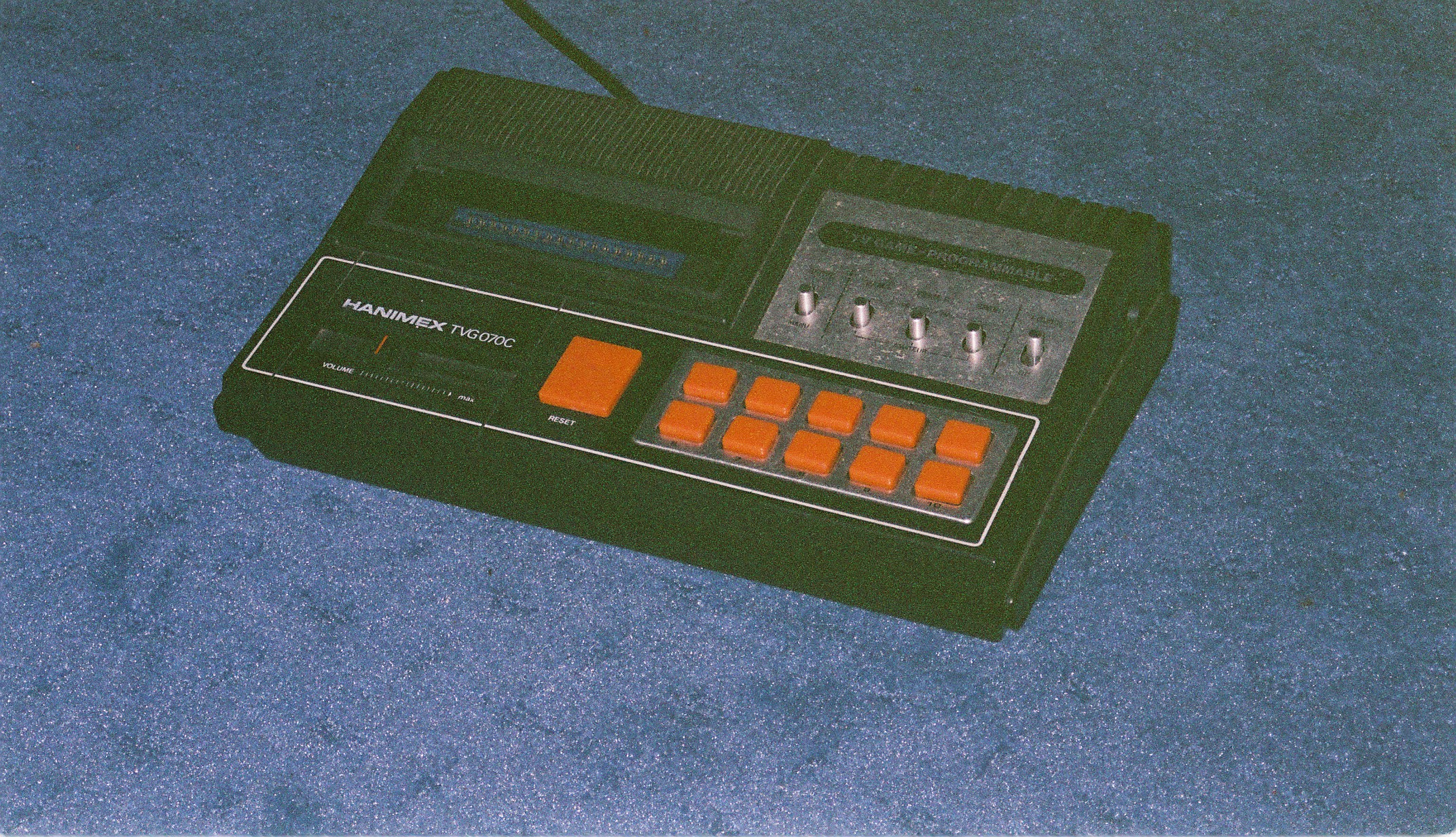
Hanimex TVG 070C

Konsole były produkowane przez bardzo wiele różnych firm pod różnymi nazwami, niektóre z nich nie są nigdzie udokumentowane, stąd też poniższa lista nie jest kompletna, znajdują się na niej najpopularniejsze konsole z tej rodziny.
| Nazwa                               | Producent    | Paleta barw             | Rok                     | Miejsce         | Uwagi                                          |
| ----------------------------------- | ------------ | ----------------------- | ----------------------- | --------------- | ---------------------------------------------- |
| SD 050S                             | ITMC         | kolorowa                |                         |                 |                                                |
| SD 90                               | ITMC         | czarno biała i kolorowa |                         |                 |                                                |
| SD 050S                             | Soundic      | kolorowa                |                         | Europa          |                                                |
| Programmable system                 | Soundic      | czarno biała            |                         | Europa          |                                                |
| SD 050                              | Hanimex      | czarno biała            |                         | Europa          |                                                |
| SD 070 couleur                      | Hanimex      | kolorowa                |                         | Europa          |                                                |
| TVG 070C                            | Hanimex      | kolorowa                |                         | Europa          |                                                |
| Jeu Video SD 050S                   | Secam        | kolorowa                |                         | Francja         |                                                |
| SD-50 Program 2000                  | Creatronic   | kolorowa                | 1978                    | Francja         |                                                |
| Programmable 2003                   | Elbex        | kolorowa                | 1977                    | Europa          | Produkowana w Chinach, sprzedawana w Europie   |
| 4/303 'Video Secam System'          | Rollet       | kolorowa                |                         | Francja         | Znana także jako 'Secam Video Systeme' SD-050S |
| Programmable TV-Game                |              | kolorowa                |                         |                 |                                                |
| SD-050                              | Grandstand   | kolorowa                |                         | Wielka Brytania |                                                |
| Programmable game                   | Grandstand   | kolorowa                |                         | Wielka Brytania |                                                |
| Colour Programmable SD-070          | Grandstand   | kolorowa                |                         | Wielka Brytania |                                                |
| Tournament-colour-programmable-2000 | Prinztronic  | kolorowa                |                         |                 |                                                |
| Programmable TV Game SD-050C        | Tempest      |                         | 1977                    | Austria         |                                                |
| Superstar 01-4354 Programmable      | Binatone     | kolorowa                | 1978                    | Wielka Brytania |                                                |
| Cablestar 01-4354                   | Binatone     | czarno biała            | 1978                    | Wielka Brytania |                                                |
| tele-sports III                     | Radofin      | kolorowa                | 1978                    | Europa          |                                                |
| tele-sports IV                      | Radofin      | kolorowa                | 1978                    | Europa          |                                                |
| tele-sports programmable            | Radofin      | kolorowa                | 1978                    | Europa          |                                                |
| Colour TV Game                      | Acetronic    | kolorowa                | 1978                    | Wielka Brytania |                                                |
| Video SD-050                        | Akur         | kolorowa                | 1978                    | Niemcy          |                                                |
| Color TVG-872                       | Cam, Clipper | kolorowa                | 1978(Cam) 1977(Clipper) | Włochy          |                                                |
| TVG-888                             | Irradio      | kolorowa                |                         | Włochy          |                                                |
| PG-7 programmable                   | Polycon      | kolorowa                |                         | Wielka Brytania |                                                |

## Gry
Firma General Instrument wyprodukowała w sumie 8 kartridżów, które wykorzystywały konsole, na każdym kartridżu znajdowało się kilka gier:
| Kod    | Nazwa francuska       | Nazwa angielska                              | Chip                |
| ------ | --------------------- | -------------------------------------------- | ------------------- |
| PC-501 | Supersportif          | Sports / Supersportic / Superten / Superstar | AY-3-8610           |
| PC-502 | Motocyclette          | Motor cycle                                  | AY-3-8760 (4 gry)   |
| PC-503 | Bataille de chars     | Tank Battle                                  | AY-3-8710 (2 gry)   |
| PC-504 | Course de voitures GP | Racing cars / Grand Prix / Race Car GP       | AY-3-8603 (2 gry)   |
| PC-505 | Bataille navale       | Submarine                                    | AY-3-8605 (2 gry)   |
| PC-506 | Jeu de destruction    | Super Wipeout                                | AY-3-8606 (10 gier) |
| PC-507 | Jeux de tir           | Shooting Gallery                             | AY-3-8607 (3 gry)   |
| PC-508 | 6 jeux de base        | Fundamental                                  |                     |